# Sally Rooney
Sally Rooney (geboren 20. Februar 1991 in Castlebar) ist eine irische Schriftstellerin. Ihr Erstlingswerk Conversations with Friends wurde 2017 veröffentlicht. Eine deutsche Übersetzung folgte 2019 unter dem Titel Gespräche mit Freunden. Ihr zweiter Roman Normal People wurde 2018 publiziert und vielfach ausgezeichnet.

## Leben
Rooney wuchs in einem marxistisch geprägten Elternhaus in Castlebar im dünn besiedelten Nordwesten Irlands auf. Sie hat einen älteren Bruder und eine jüngere Schwester. Ihre Mutter ist Leiterin eines Kulturzentrums, während ihr Vater nach der Privatisierung des staatlichen Kommunikationsunternehmens Telecom Éireann in Frührente ging.
2009 begann Rooney Anglistik am Trinity College Dublin zu studieren. Ihre Bewerbung um ein Nebenstudium der Soziologie wurde abgelehnt. Nach dem Bachelor begann sie einen Master-Studiengang der Politikwissenschaft, den sie jedoch abbrach. Stattdessen schloss sie ihr Studium mit einer Arbeit über Captain America und Post-9/11-Politik in Amerikanischer Literatur ab.
Rooney ist mit einem Mathematiklehrer verheiratet und lebt in ihrer Heimatstadt Castlebar.

## Schaffen
Mit 15 Jahren vollendete Rooney ihren ersten Roman, den sie heute als „absoluten Müll“ beschreibt.
2013 nahm sie an der European Universities Debating Championship in Manchester teil. Sie veröffentlichte seither mehrere Kurzgeschichten.

### Conversations with Friends (2017)
Rooney vollendete den Roman während ihres Master-Studiums der Amerikanischen Literatur. Nachdem die Literaturagentin Tracy Bohan durch einen von ihr veröffentlichten Essay auf sie aufmerksam geworden war, boten sieben Verlage auf die Rechte. Im Juni 2017 veröffentlichte ihn das britische Verlagshaus Faber & Faber. Conversations with Friends wurde in mehr als zehn Sprachen übersetzt.
Conversations with Friends wurde für den 2018 Swansea University International Dylan Thomas Prize und den 2018 Folio Prize nominiert. Das Buch stand auf der Longlist des Man Booker Prize und auf der Shortlist des International DUBLIN Literary Award.
Conversations with Friends wurde als Koproduktion von BBC3 und dem US-amerikanischen Online-Videoportal Hulu als zwölfteilige Fernsehserie verfilmt und soll 2022 ausgestrahlt werden. Das ZDF strahlte die Serie 2023 aus.

### Normal People (2018)
Rooneys zweiter Roman Normal People wurde 2018 von Faber & Faber veröffentlicht. Er ging aus einer vertieften Auseinandersetzung mit der Geschichte zweier Figuren aus ihrer Kurzgeschichte At the Clinic hervor. Die deutschsprachige Ausgabe erschien im August 2020 unter dem Titel Normale Menschen.
Das Werk erhielt 2018 u. a. den Costa Book Award in der Kategorie „Roman“ und wurde „Buch des Jahres“ (Fiction) bei den Irish Book Awards sowie das „Waterstones Book of the Year“. 2019 wurde Normal People als „Bester zweiter Roman“ mit dem Encore Award ausgezeichnet.
Die zwölfteilige Fernsehserie Normal People, adaptiert von Rooney, Alice Birch und Mark O'Rowe, wurde seit 2019 von BBC Three und dem US-amerikanischen Streaminganbieter Hulu produziert und im April 2020 erstausgestrahlt. In Deutschland wurde die Serie erstmals im August 2023 auf ZDFneo ausgestrahlt.

### Beautiful World, Where Are You (2021)
Rooneys dritter Roman Beautiful World, Where Are You erschien im September 2021 bei Faber & Faber und wurde 2021 mit dem Irish Book Award als „Novel of the Year“ sowie 2022 ebenfalls als „Novel of the Year“ mit dem Dalkey Literary Award ausgezeichnet. Der deutschsprachige Titel lautet Schöne Welt, wo bist du und erschien ebenfalls im September 2021.

### Intermezzo (2024)
Rooneys Roman Intermezzo (2024) erzählt von zwei Brüdern, Peter und Ivan, die nach dem Tod ihres Vaters in eine existenzielle Krise geraten: Während Peters Liebesleben von einer Dreiecksbeziehung geprägt ist, kämpft Ivan mit seiner introvertierten Art und einer heimlichen Beziehung zu einer älteren Frau. Die Liebesbeziehungen der Figuren sind jedoch nur das Mittel zur Thematisierung von Fragen über Schuld, Erwartungen und den Umgang mit Verlust. Die Geschichte wird in einem distanzierten, fast erratischen Stil erzählt, welcher die Verwirrung der Protagonisten spiegelt. Die Frankfurter Allgemeine Sonntagszeitung lobte Rooneys präzise Beobachtungen sozialer Dynamiken, welche den Roman zu ihrem bisher reifsten und besten Werk machten.

### Andere Werke
Im März 2017 wurde Rooneys Kurzgeschichte Mr Salary für den Sunday Times EFG Private Bank Short Story Award nominiert. Sie schreibt unregelmäßig politische Kolumnen für die Irish Times, etwa über Wohnraummangel in Irland, den israelisch-palästinensischen Konflikt oder den Klimawandel.

## Politische Ansichten
Rooney beschreibt sich als Marxistin. Im Nahostkonflikt positionierte sie sich mehrfach gegen Israel und unterstützt die BDS-Bewegung. 2021 lehnte Rooney aus Protest die Übersetzung und den Vertrieb ihres Romans Beautiful World, Where Are You in Israel ab. Den Boykott unterstützte sie 2021 auch durch ihre Unterzeichnung des „Letter Against Apartheid“, in dem ein „sofortiges und bedingungsloses Ende der israelischen Gewalt gegen Palästinenser“ gefordert wird. Im Jahr 2024 gehört sie zu den Unterzeichnern eines Aufrufs zum Boykott israelischer Kulturinstitutionen, die „mitschuldig an der überwältigenden Unterdrückung der Palästinenser sind oder stillschweigend zusehen“.

## Werke (Auswahl)
- Conversations with Friends. Roman. Faber and Faber, London 2017, ISBN 978-0-571-33312-7.
  - Gespräche mit Freunden. Übersetzung Zoë Beck. Luchterhand, München 2019, ISBN 978-3-630-87541-5.
- Normal People. Roman. Faber and Faber, London 2018, ISBN 978-0-571-33464-3.
  - Normale Menschen. Übersetzung Zoë Beck. Luchterhand, München 2020, ISBN 978-3-630-87542-2.
- Beautiful World, Where Are You. Roman. Faber and Faber, London 2021, ISBN 978-0-571-36542-5.
  - Schöne Welt, wo bist du. Übersetzung Zoë Beck, Claassen, Berlin 2021, ISBN 978-3-546-10050-2.
- Intermezzo. Roman. Faber and Faber, London 2024, ISBN 978-0-571-36546-3.
  - Intermezzo. Übersetzung Zoë Beck, Claassen, Berlin 2024, ISBN 978-3-546-10052-6.